# Condado de Grant (Wisconsin)
El condado de Grant (en inglés: Grant County), fundado en 1836, es uno de 72 condados del estado estadounidense de Wisconsin. En el año 2000, el condado tenía una población de 49,597 habitantes y una densidad poblacional de 17 personas por km². La sede del condado es Lancaster.

## Geografía
Según la Oficina del Censo, el condado tiene un área total de 3,065 km², de la cual 2,973 km² es tierra y 92 km² (3.1%) es agua.

### Condados adyacentes
- Condado de Crawford (norte)
- Condado de Richland (noreste)
- Condado de Iowa (este)
- Condado de Lafayette (este)
- Condado de Jo Daviess, Illinois (sureste)
- Condado de Dubuque, Iowa (sur)
- Condado de Clayton (oeste)

## Demografía
En el censo de 2000, había 49,597 personas, 18,465 hogares y 12,390 familias residiendo en el condado. La densidad poblacional era de 17 personas por km². En el 2000 había 19,940 unidades habitacionales en una densidad de 7 por km². La demografía del condado era de 98.23% blancos, 0.52% afroamericanos, 0.13% amerindios, 0.46% asiáticos, 0.04% isleños del Pacífico, 0.14% de otras razas y 0.50% de dos o más razas. 0.56% de la población era de origen hispano o latino de cualquier raza.

## Localidades

### Ciudades y pueblos
- Bagley (villa)
- Beetown (pueblo)
- Bloomington (pueblo)
- Bloomington (villa)
- Blue River (villa)
- Boscobel
- Cassville (pueblo)
- Cassville (villa)
- Castle Rock (pueblo)
- Clifton (pueblo)
- Cuba City (partially)
- Dickeyville (villa)
- Ellenboro (pueblo)
- Fennimore
- Glen Haven (pueblo)
- Harrison (pueblo)
- Hazel Green (pueblo)
- Hazel Green (parcialmente) (villa)
- Hickory Grove (pueblo)
- Jamestown (pueblo)
- Lancaster
- Liberty (pueblo)
- Lima (pueblo)
- Little Grant (pueblo)
- Livingston (villa)
- Marion (pueblo)
- Millville (pueblo)
- Montfort (villa)
- Mount Hope (pueblo)
- Mount Hope (villa)
- Mount Ida (pueblo)
- Muscoda (pueblo)
- Muscoda (villa)
- North Lancaster (pueblo)
- Paris (pueblo)
- Patch Grove (pueblo)
- Patch Grove (villa)
- Platteville (pueblo)
- Platteville
- Potosi (pueblo)
- Potosi (villa)
- Smelser (pueblo)
- South Lancaster
- Tennyson (villa)
- Waterloo (pueblo)
- Watterstown (pueblo)
- Wingville (pueblo)
- Woodman (pueblo)
- Woodman (villa)
- Wyalusing (pueblo)

### Áreas no incorporadas
- Bigpatch
- Centerville
- Fair Play
- Kieler
- Louisburg
- Mount Ida
- Sinsinawa
- Stitzer